# Jama pod Lešetnico
Jama pod Lešetnico este o arie protejată (arie specială de conservare — SAC, sit de importanță comunitară — SCI) din Slovenia întinsă pe o suprafață de 49,93 ha, integral pe uscat.

## Localizare
Centrul sitului Jama pod Lešetnico este situat la coordonatele 45°59′27″N 14°03′40″E / 45.9909°N 14.0612°E.

## Înființare
Situl Jama pod Lešetnico a fost declarat sit de importanță comunitară în aprilie 2004 pentru a proteja un număr necunoscut de specii din flora spontană și fauna sălbatică aflate în arealul zonei. Situl a fost protejat și ca arie specială de conservare în februarie 2012.

## Biodiversitate
Situată în ecoregiunea alpină, aria protejată conține 1 habitat natural: Peșteri inaccesibile publicului.
La baza desemnării sitului se află un număr nedeclarat de specii protejate.